# Johann Gottfried Biedermann
Johann Gottfried Biedermann (* 19. August 1705 in Plauen, Vogtland; † 11. Juli 1766 in Untersteinach) war ein deutscher Pfarrer und Genealoge für den fränkischen Raum.

## Beruflicher Werdegang als Theologe
Der Sattlersohn Johann Gottfried Biedermann immatrikulierte sich 1727 an der Universität Leipzig und studierte dort Theologie. Er beendete das Studium als Magister, wurde 1736 in Bayreuth ordiniert und ging im Juli des gleichen Jahres nach Kitzingen.
Die Veröffentlichung Geistliche Todtengespräche bereits während seiner Studienzeit wurde 1739 als ein Angriff auf die Katholiken angesehen. So wurde er vom Patronatsherr Friedrich Karl von Schönborn-Buchheim, dem Bischof von Würzburg, entlassen. Als Privatmann ließ er sich im Juli 1739 in Markt Einersheim nieder. Von dort stammte auch seine Ehefrau, die Kanzleiratstochter Anna Maria Klein, die er 1738 geheiratet hatte. Neben in jungen Jahren verstorbenen Kindern hatte er zwei Nachkommen, die das Erwachsenenalter erreichten.
1742 erhielt er eine Anstellung an der Pfarrei Aufseß, Patronatsherr war die Familie von Aufseß. Er wechselte als „Hochfürstlich Brandenburg-Culmbachischer Pfarrer“ 1748 oder 1749 zur Pfarrei Untersteinach bei Kulmbach.

## Genealogisches Werk
Das Hauptwerk von Johann Gottfried Biedermann ist ein umfangreiches genealogisches Nachschlagewerk in mehreren Bänden, die zwischen 1745 und 1752 erschienen.  Das Werk soll umfangreich Auskunft geben über zahlreiche Familien im fränkischen Raum, es enthält aber  viele unrichtige Angaben.
Die Bände enthalten gezeichnete Stammbäume der genannten Familien, oft über mehrere Seiten, aufgeteilt nach den verschiedenen Linien. Die Stärke dieser Sammlung ist die Behandlung zahlreicher niederadeliger Geschlechter, über die sonst wenig Literatur vorliegt .
In Kleinauflagen werden sie bis in die heutige Zeit neu gedruckt und sind Bestandteil größerer Bibliotheken.
Biedermann gab sich als Herausgeber aus, stellte die Sammlung aber im Wesentlichen selbst zusammen.

### Kritik
Kritik erntete das Werk vor allem wegen erheblicher Fehler in einigen Stammbäumen und  mangelhafte Nachweise im Text.
Da Biedermann seine Informationen zum Teil von den noch lebenden Familienangehörigen selbst erhielt, wurde nicht ausreichend zwischen Überlieferung und wissenschaftlicher Untermauerung unterschieden. Erzählerische Übertreibungen und parteiische Darstellungen zum Beweis von Ansprüchen sind dabei nicht auszuschließen.
Für die Frühzeit der Geschlechter ist die Arbeit besonders fehlerhaft. Es sind oft Personen aus zum Teil fiktiven Turnieren aufgeführt, deren Turnierlisten erst nachträglich angefertigt wurden, um einen vermeintlich langen Stammbaum nachweisen zu können. Zur Fehlerhaftigkeit beigetragen hat sicher auch die rein grafische Darstellung der Stammbäume, die Lückenlosigkeit vortäuscht, und dass es nicht unbedingt üblich war, bei mangelnder Quellenlage mit Auslassungen oder Fußnoten zu arbeiten. Einzelaussagen für detaillierte Quellenangaben sind kaum zu finden.
Der renommierte Heimatforscher Lambart Graf von Oberndorff schrieb 1931 in der Zeitschrift St. Michael zu Biedermanns Ausführungen über die Familie von Schlammersdorf im Band über das Ritterkanton Gebürg:

„Gerade bei den Schlammersdorfern hat Biedermann unglaublich phantasiert. Meist ohne Jahreszahlen, öfters mit falschen! Von den urkundlichen Schlammersdorfern des 14. Jahrhunderts kennt er keinen einzigen! […] Bis Ende 1400 dürften nahezu alle Gattinnen erfunden sein, wie überhaupt der größte Teil der Tafel 211, soweit es sich nicht um geistliche Personen handelt.“

Gleiches lässt sich zur Frühgeschichte der Familie Benckendorff sagen, die aus Brandenburg stammte und einen Zweig in Oberfranken bildete. Die Angaben von Biedermann zu den ersten drei Jahrhunderten sind völlig falsch und zeigen kaum Bezüge zu den nachweislich bekannten Personen.

### Gliederung der Bände
Die Bände enthalten:

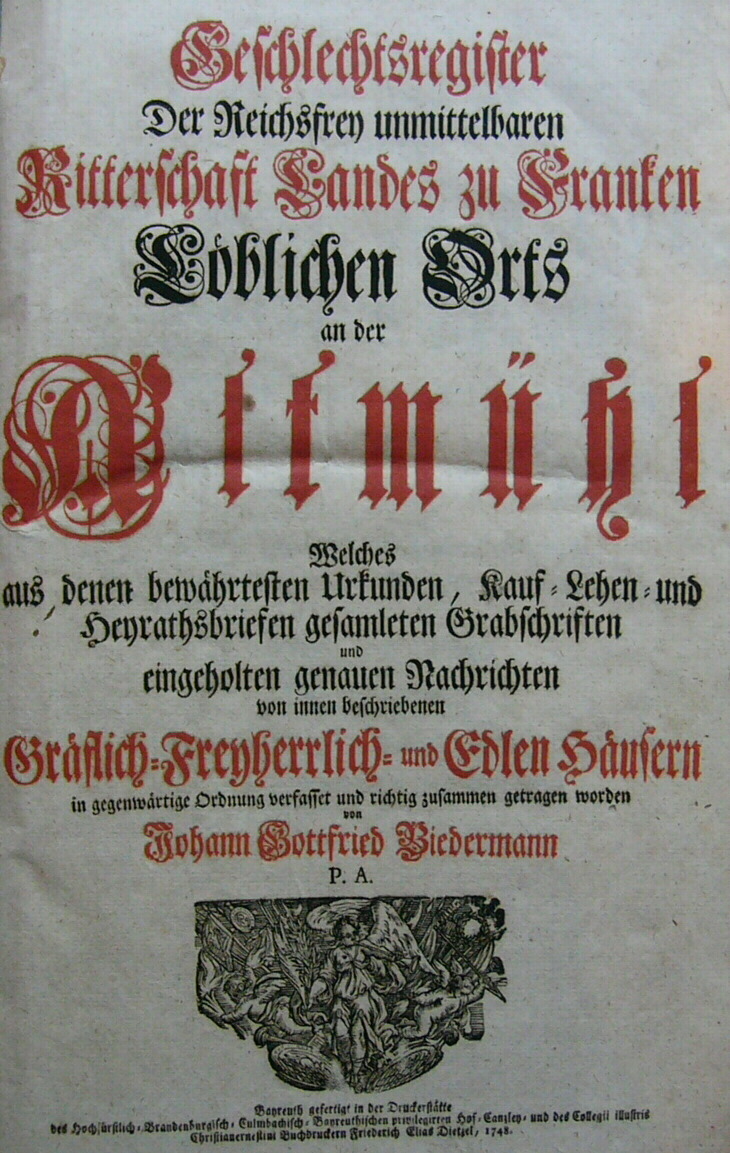
Titelblatt der Geschlechtsregister des Ritterkantons Altmühl von 1748

- Die fränkischen Fürsten- und Grafenhäuser (Fürstenhäuser: Online, Grafenhäuser: Online)
- Die fränkische Ritterschaft gegliedert nach den Kantonen (Allgemeine Register, erstellt von Gottfried Stieber: Online):
  - Ritterkanton Altmühl – für das Gebiet entlang der Altmühl mit Sitz in Wilhermsdorf (Online)
  - Ritterkanton Baunach – für das Gebiet um Baunach (Bamberger Land) mit dortigem Sitz (Online)
  - Ritterkanton Gebürg – für das Fichtelgebirge und die Fränkische Schweiz mit Sitz in Bamberg (Online)
  - Ritterkanton Odenwald – für den Odenwald mit Sitz in Kochendorf (Online)
  - Ritterkanton Rhön-Werra – für das Gebiet entlang von Rhön und Werra mit Sitz in Schweinfurt (Online)
  - Ritterkanton Steigerwald – für den Steigerwald mit Sitz in Erlangen (Online)
- Die Ritterschaft im Vogtland (Online)
- Die Patrizierfamilien in Nürnberg (Online; Ergänzung von Christoph Friedrich Wilhelm von Volckamer: Online)

## Bibliografie
- Ritterschaftliches Pfarrerbuch von Franken. Seite 24, Nr. 173a. Erschien als Einzelarbeit als Band 58 der Serie Aus der Kirchengeschichte Bayerns, Degener, Neustadt/Aisch 1979.
- Johann Gottfried Biedermann: Geschlechts=Register Der Reichs – Frey – unmittelbaren Ritterschaft Landes zu Francken Löblichen Orts=Gebürg…, Bamberg 1747.
- Johann Gottfried Biedermann: Geschlechts=Register Der Reichs Frey unmittelbaren Ritterschafft Landes zu Francken löblichen Orts Ottenwald …, Kulmbach 1751.
- Johann Gottfried Biedermann: Geschlechtsregister Der Reichsfrey unmittelbaren Ritterschaft Landes zu Franken Löblichen Orts an der Altmühl …, Bayreuth 1748.
- Johann Gottfried Biedermann: Geschlechtsregister Der Reichsfrey unmittelbaren Ritterschaft Landes zu Franken Löblichen Orts Rhön und Werra …, Bayreuth 1749.
- Johann Gottfried Biedermann: Geschlechts Register der löblichen Ritterschafft im Voigtlande …, Kulmbach 1752.